# Meilust
Meilust is een wijk in de Noord-Brabantse stad Bergen op Zoom.

## Geschiedenis
Omstreeks 1760 gaf Friedrich May opdracht tot het bouwen van een huis, De lust van May geheten. Later, in 1877, werd er een ander pand op de plek gebouwd. In de tweede helft van de twintigste eeuw ontstond het idee er een woonwijk te bouwen. In de jaren 70 vond de bouw plaats.
Het oudste pand in de wijk is meilustweg 31, een boerderij uit 1770, waar thans praktijk Memo gevestigd zit.

## Wijkdelen

### Meilust-Noord
Meilust-Noord ligt tussen de Burgemeester Wittelaan, Zandstraat, Oude Moerstraatsebaan, Randweg Noord, Melanendreef, Griekenlandstraat en Oostenrijkstraat in. De wijk telt 1030 adressen.

### Meilust-Zuid
Meilust-Zuid ligt tussen de Oude Moerstraatsebaan, Zandstraat, Noordzijde Zoom, Buitenvest, het spoor, Randweg Oost en Randweg Noord in. Er staan 1025 huizen.